# Алорский язык
Алорский язык (англ. Alorese language, также Bahasa Alor, Alor, Coastal Alorese) — язык австронезийской языковой семьи малайско-папунезской подгруппы, распространённый в восточной Индонезии.

## Социолингвистический и ареальный статус
Алорский язык насчитывает около 25.000 носителей на восточном побережье острова Пантар, на острове Алор, а также на островах Тернате и Буайя.
Алорский язык обладает диалектной неоднородностью, обусловленной расщепленностью сообщества носителей, занимающихся преимущественно рыболовством (мужчины) и ткачеством (женщины). Алорский до сих пор осваивается детьми и используется в качестве средства коммуникации в различных социальных ситуациях. Тем не менее, в течение последних десятилетий алорский утратил статус lingua franca среди других индонезийских языков, оставаясь, помимо индонезийского и малайского, единственным языком австронезийской семьи, использующимся на островах Алор и Пантар.

## Генеалогическая и ареальная информация
Особо отмечается вопрос о статусе языков алорского и ламахолот. Часть исследователей (к примеру, Steinhauer 1992:645, Blust (2009:82) полагают, что алорский является диалектом ламахолот, предположительно распространённом на оо. Алор и Пантар. Другие считают, что такое предположение обусловлено билингвизмом жителей островов и близким родством. Тем не менее, лексические и морфологические (разные формы местоимений, субъектных и посессивных показателей) различия позволяют квалифицировать их как два разных языка.

## Типологическая характеристика

### Тип (степень свободы) выражения грамматических значений
Алорский — один из изолирующих языков. Именная и глагольная морфология, аффиксация фактически отсутствует, одна морфема в большинстве случаев соответствует одному слову.
```
Ni ning aho rua 
3SG POSS собака два 
‘две его собаки’
```

### Характер границы между морфемами
Большинство слов в алорском одноморфемны, потому говорить о характере межморфемных границ не совсем уместно. Однако в словах, где выделяются 2 морфемы и более, наблюдается тенденция к агглютинации. Фузий, в том числе семантических, не встречается.
```
Ina-ng
мать-POSS
```

### Локус маркирования в посессивной именной группе
Алорский — язык с нулевым маркированием в посессивной группе. Вершина и зависимое определяются порядком слов, где главное слово всегда предшествует зависимому (head-initial order).
```
Lekiraku tukang 
обезьяна желудок
‘желудок обезьяны’
```

Различается так называемая (alienable) отчуждаемая и (inalienable) неотчуждаемая принадлежность. Отчуждаемая принадлежность маркируется показателем ni, в то время как неотчуждаемая — no.
```
no amang 
3SG.Inalien отец
‘его отец’
```

### Тип ролевой кодировки
Алорский имеет номинативно-аккузативную ролевую кодировку SV и AVP, где подлежащие при переходном и непереходном глаголах противопоставляются дополнению. Агенс (A/S) и пациенс (P) выражаются грамматически идентично, маркируются лишь порядком слов в клаузе.
```
Ite t-aka ufa malu 
1PL.INCL 1PL.INCL-eat betelnut betelpepper 
‘Мы едим орех’
```

```
 A         V     P 
Ama kali g-ang fata.
father that 3SG-eat rice 
‘That man eats rice.’
```

### Базовый порядок слов
Порядок типа SVO.
```
Be kae gaki aho kali 
ребенок маленький кусать собака этот
'маленький ребенок кусает эту собаку'
```

Иногда в контекстах создания эмфатического эффекта или фокуса на прямом дополнении наблюдается порядок типа OSV. В клаузах с непереходным предикатом типа SV инверсивный порядок VS используется для тех же целей.

## Фонология
В алорском насчитывается 5 гласных и 18 согласных фонем.
|                  | Передние | Среднеязычные | Заднеязычные |
| ---------------- | -------- | ------------- | ------------ |
| Верхнего подъёма | /i/      |               | /u/          |
| Среднего подъёма | /ɛ/      |               | /ɔ/          |
| Нижнего подъёма  |          | /а/           |              |

|                   | Текст заголовка | Текст заголовка | Текст заголовка | Текст заголовка |
| ----------------- | --------------- | --------------- | --------------- | --------------- |
| Взрывные          | /p/ /b/         | /t/ /d/         | /k/ /g/         | /ʔ/             |
| Назальные         | /m/             | /n              | /ŋ/             |                 |
| Фрикативы         | /f/             | /s/             |                 | /h/             |
| Аффрикаты         |                 | /ȴ/             |                 |                 |
| Аппроксиманты     | /w/             | /j/             |                 |                 |
| Дрожащие, плавные |                 | /r/ /l/         |                 |                 |

Находясь в интервокальном положений в условиях изолированного произнесения, согласные алорского языка (кроме [w:], [j:], [g:], [ʔ:], [ȴ:]) геминируются («удваиваются»): kipe [’kip.pɛ] ‘узкий’, fifing [’fif.fiŋ] ‘губы’. Установлено, что долгота гласных в алорском не фонематична.
Ударение, как правило, падает на предпоследний слог. Различаются открытые и закрытые слоги (ba-ung ‘пробуждаться’, ka-lu-ang ‘холодный’).

## Лексика
Лексический состав алорского языка не испытал влияния островных «языков-соседей». В то же время тесные торговые связи обусловили появление множества заимствований из папуасских языков: так, около 5 процентов базовой лексики оказываются заимствованы из папуасских языков, распространённых на острове Пантар.

## Морфология

### Имя существительное
Именная морфология алорского не включает категорий рода, лица или числа. Продуктивный способ образования множественного числа — полная редупликация основы (gambe-gambe ‘дедушки’ < gambe ‘дедушка’; ina-ina ‘бабушки’ < ina ‘бабушка’). Некоторые основы не существуют вне редупликации (kapu-kapu ‘светляк’ при *kapu).
Именная группа, как правило, начинается с главного слова (вершины), вне зависимости от грамматических и семантических характеристик зависимого слова (buk ha’a ‘книга эта’).

### Глагол
Глагольная морфология в условиях изолирующего типа отсутствует. Не выделяются темпоральные, аспектуальные или модальные маркеры, глагольное словообразование также не развито. Единственное продуктивное средство передачи итеративного или интенсивного значения — редупликация.
```
No geki-geki sampai no neing aling bola. 
3SG RDP-смеяться пока (I/M) 3SG POSS спина сломать 
‘Он смеялся и смеялся, пока не сломал спину’ (AJ)
```

Особо стоит отметить так называемые «субъектные префиксы» — свободно присоединяемые показатели агенса, производные от соответствующих местоимений.
```
Ite 
t
-aka ufa malu 
1PL.INCL 1PL.INCL-eat betelnut betelpepper 
‘We eat betelnut
```

### Местоимение
Алорский выделяет 3 серии местоимений: проксимальные, медиальные и дистальные.
| Проксимальные | ha’ang | ha’a | ha | 'близкий к X'          |
| Медиальные    | kali   |      |    | 'среднеудалённый от X' |
| Дистальные    | kate   | kete | te | 'удалённый от X'       |

## Числительное
Ниже представлены некоторые алорские числительные.
| 1      | tou                |
| 2      | rua                |
| 3      | telo               |
| 4      | pa                 |
| 5      | lema               |
| 6      | namu               |
| 7      | pito               |
| 8      | buto               |
| 9      | hifa               |
| 10     | kartou             |
| 11     | kartou ilaka tou   |
| 12     | kartou ilaka rua   |
| 13     | kartou ilaka talau |
| 15     | kartou ilaka lema  |
| 20     | karua              |
| 100    | ratu, ratu tou     |
| 102    | ratu tou rua       |
| 1000   | ribu, tou ribu     |
| 2000   | ribu rua           |
| 3000   | ribu talau         |
| 50000  | ribu kar lema      |
| 100000 | ribu ratu          |

Числительное buto ‘восемь’ примечательно тем, что образовано не от протоавстронезийской основы (*walu), как остальные. Язык-источник до сих пор является предметом дискуссий (среди возможных языки ламахолот, энде, ндаго, кео).
Числительное «один» используется как маркер неопределённости.
```
kolong to
птица-IND
```

## Список сокращений

### Глоссирование
SG — единственное число;
PL — множественное число;
POSS — маркер посессива (принадлежности);
Inalien — неотжуждаемость (принадлежности);
INCL — инклюзивность (местоимения);
RDP — редуплицированная форма;
IND — неопределённость.

## Список использованной литературы и источников
1. https://glottolog.org/
2. Marian Klamer. A short grammar of Alorese, Liden University, 2011